# Roland Magndahl
Carl Arthur Roland Magndahl, född 28 mars 1932 i Stockholm, död 18 juni 2015 i Kalmar, var en svensk officer i Flygvapnet.

## Biografi
Magndahl blev fänrik i Flygvapnet 1958. Han befordrades till löjtnant 1960, till kapten 1966, till major 1972, till överstelöjtnant 1972, till överste 1981 och till överste av 1:a graden 1987.
Magndahl inledde sin militära karriär i Flygvapnet vid Göta flygflottilj (F 9), där han under åren 1961–1962 var han divisionschef för 93. jaktflygdivisionen (Ivar Gul), åren 1962–1963 var han divisionschef för 91. jaktflygdivisionen (Ivar Röd) och åren 1964–1966 var han återigen divisionschef för 93. jaktflygdivisionen (Ivar Gul). Åren 1969–1972 tjänstgjorde han vid flygavdelningen vid Södra militärområdesstaben (Milo S). Magndahl kom i början av 1970-talet att tjänstgöra vid Kalmar flygflottilj (F 12), innan han åren 1976–1978 var chef för Flygsäkerhetsavdelningen vid Övre Norrlands militärområdesstaben (Milo ÖN), och Flygsäkerhetsavdelningen vid Flygstaben (FS) åren 1978–1981. Åren 1981–1987 var han flottiljchef vid Hälsinge flygflottilj (F 15). Åren 1987–1991 var han sektorflottiljchef vid Norrbottens flygflottilj (F 21/Se ÖN). Magndahl lämnade försvarsmakten 1991.
Magndahl gifte sig 1957 med Birgitta Elmqvist; tillsammans fick de tre barn, Björn, Annika och Katarina. Han är begravd på Södra kyrkogården i Kalmar.